# 陳誠
陳 誠（ちん せい、チェン・チョン、1898年1月4日〈光緒24年12月12日〉 - 1965年〈民国54年〉3月5日）は、中華民国の政治家・軍人。国民革命軍陸軍一級上将。日中戦争と国共内戦における政府、軍、党の首脳部の一人で、胡宗南系、湯恩伯系と並ぶ中央軍三大派閥の一つ「土木系」を形成した。国共内戦後に台湾に移ってからは中華民国行政院長、副総統を歴任した。蔣介石政権で土地改革計画立案を支援し、その業績は死後も評価されている。字は辞修。

## 青年期
元秀才で教師・陳希文の長男。幼少期より病弱であり、畑仕事を手伝うことで多少体力が向上したものの、成人後も度々病気に悩まされ続けた。1918年（民国7年）、母方の叔父の紹介で杭州体育専門学校に入学するも1年で卒業。その後杭州に留まり進路に悩んでいたところ、父の友人で軍人の杜志遠が北洋政府議員当選の折に杭州を訪れる。彼と対談した陳は軍人を志すようになり、保定陸軍軍官学校を受験。一旦体格検査で落とされたが、杜志遠の後継で陸軍部軍学司司長となった魏宗翰が主試官を務めたため、彼の計らいで1919年（民国8年）保定軍校第8期砲兵科入学。入学にあたり、南苑の第9師砲兵団で9か月の基礎訓練を受けた。また同期の羅卓英、周至柔と義兄弟の契りを結ぶ。そんな中、1920年（民国9年）7月に安直戦争が勃発し軍校は休校。その間広州に赴き、新建粤軍第一師第三団にて勤務。またこの時、中国国民党に加入している。まもなく復学し、1922年（民国11年）6月卒業。紹興城県学宮に駐屯する浙江軍第2師第6団第3連にて見習士官をしていたが、翌年春、同期で粤軍に渡り第1師第3団第3営の連長をしていた鄧鳴漢上尉の誘いで再び粤軍に赴く。陳は第3団の副官となり、階級も中尉となった。当時の師長は鄧鏗、団長は鄧演達であった。間もなく上尉、そして連長となり大元帥府の警備にあたる。5月、沈鴻英の桂軍討伐を命じられ、肇慶市にて桂軍第2師（長：鄧瑞徴）隷下の馮葆初率いる第4旅と交戦、胸に重傷を負う。この戦いで粤軍は馮葆初を降伏、帰順させたが、第3団は大きな損害を追い、学友・鄧鳴漢も戦死した。陳は肇慶郊外の三水の野戦病院にて療養し、当時大本営参謀長として慰問に訪れた蔣介石と対面している。
1924年（民国13年）に蔣介石を校長とする黄埔軍官学校に来校、教育副官となる。なお、参加者は革命精神の表れとして一階級降格することになっており、陳誠は少校から上尉になった。10月14日、陳廉伯らによる商団事件の鎮圧に参加。その後、1925年1月15日に陳炯明駆逐のため|第一次東征命令が下ると黄埔軍校の教官及び生徒は「教導団」として参加する事になり、2月1日に総動員令が下ると次々と戦場に赴いて行った。陳誠は砲兵第1営と軍校学生総隊とともに2月3日午前8時、黄埔軍校を出発、黄埔港より福安に乗船し東莞へと向かった。14日、淡水（現恵州市恵陽区）での戦闘に参加。3月までに第一次東征は完了した。しかし5月、楊希閔・劉震寰が反乱を起こし、広州を占領。蔣介石は粤軍と教導団を広州奪還に進めた。6月12日午前0時、広東工団や民衆による自警団も加わり広州総攻撃を敢行、劉と楊は香港に遁走し、同日のうちに広州を奪還した。しかし、兵士たちは連日の戦闘で疲弊しきっていた。その隙を突き、胡思舜率いる恵州の滇軍第3軍はひそかに反撃に転じようとしていた。白雲山にいた陳はこれを察知しすぐに応戦、粤軍と教導団は14日までに第3軍を広州から駆逐した。滇軍・桂軍の残党駆逐に燃える蔣介石は第二次東征の実行を決意。7月、国民政府が設立され、また粤軍と教導団が合併し、国民革命軍が成立した。10月には滇軍第3軍の拠点であった恵州城への攻撃命令が下される。陳誠は敵機関銃陣地に徹底して砲撃を加え、大きく貢献した。

## 軍人としての出世
東征において卓越した指揮振りを発揮した陳誠は、1926年5月以降教職や参謀職として前線を離れる。しかし7月には粤軍に来た当初の上官だった予備第1師師長・厳立三の推薦で現場に戻り、同隷下第3補充団団長となる。12月の北伐開始を控え、予備第1師は第21師に改編、12月には華中の戦線に投入された。討賊聯軍（直隷派・呉佩孚軍閥）との戦闘で引き続き厳立三の配下として昇進を重ね、翌年4月に第21師長となる。国民革命軍では異例の大隊長から師長（師団長）にわずか1年半で昇進した。しかし、5月下旬に病で倒れ、上海宝隆医院で療養を強いられる。直魯連軍（孫伝芳・張宗昌連合軍）が徐州に迫っていると聞くや病を押して指揮に向かうが、3か月の攻防の末敗退。勢いを増した直魯連軍は87万の軍勢を引き連れ、8月中旬には南京に迫りつつあった。陳誠はなおも病に苦しむ中再び指揮を執り、26日、棲霞山にて敵の包囲網を突破。30日払暁、第21師は黄龍山奪還を開始し、数時間後には859高地および854高地を掌握、午後3時までに黄龍山全域を制圧した。31日、直魯連軍は秦淮河に追いやられ、多数の溺死者を出して敗退した。その後、蘇州にて部隊の立て直しに取り組む。厳立三が軍政庁庁長となったことを機に現場を離れ、軍政庁での仕事に就く。北伐完了後、第17軍から縮小再編された第11師の副師長を経て師長。のち18軍軍長に昇進。土木系の「土木」とはこの「十一」と「十八」を組み合わせたものである。

## 剿共作戦
中原大戦での功績から1931年（民国20年）初、紅軍掃討を命じられた陳誠は、紅軍の主力部隊との戦闘で大きな損害を蒙りながらも第5回作戦で紅軍を撃破、長征の原因となった。紅軍への包囲戦は西安事件まで継続された。

## 日中戦争
12月の南京陥落後、国民政府は武漢に逃れた。1938年（民国27年）、陳は武漢衛戍総司令に任ぜられる。また、第二次国共合作により新設された政治部部長となる。政治部には賀衷寒（第1庁庁長）、康沢（第2庁庁長）ら藍衣社系、張厲生（副部長）らCC団系といった国民党右派、黄琪翔（副部長）ら第三党、周恩来（副部長）、郭沫若（第3庁庁長）ら共産党など様々な勢力が集められていた。特に第3庁では胡愈之（第5処処長）、田漢（第6処処長）、馮乃超（第7処第3科科長）、賀緑汀（中国電影制片廠音楽科科長）など左派芸術家が多く所属しており、彼らの強みであった大衆動員性を利用してのプロパガンダ戦略を展開した。また第1庁・第2庁は三民主義青年団や朝鮮義勇隊の設立などにも関わり、武漢周辺での非正規戦を展開した。
6月武漢会戦指揮のため陳誠は湖北省に移動した。陳誠による反撃も行われたが同年10月25日に日本軍により占領された。その後、陳誠は長沙会戦、棗宜会戦、及び鄂西会戦の指揮をとっている。1943年にはビルマ地区への中国遠征軍指揮官に任命されたが、病気を理由に衛立煌と交代された。

## 国共内戦
日中戦争後、陳誠は参謀本部参謀総長として蔣介石に従い国共内戦の軍事行動を指揮、共産党軍の設定した解放区への攻撃に着手した。1947年（民国36年）には中国国民党軍を指揮するために満洲に移動したが、共産党軍の前に150万以上の兵力を喪失するなどの敗戦を重ね、1949年（民国38年）に解任されている。
彼の生み出した派閥はしばしば国共内戦中の人事に混乱をきたした。例えば1948年、第12兵団の新設にあたり、司令官に18軍軍長の胡璉が推薦されたが、陳誠と対立する白崇禧はそれに難色を示していた。蔣介石は仕方なく参謀次長の林蔚を上海で療養中の陳のもとに派遣し、彼の意見を聞いた。陳は黄維を推薦した。すると、今度は同じく陳誠と対立する何応欽が賞勲の少なさを理由に反対。唯一参謀総長の顧祝同が賛成したことでようやく黄維が内定した。

## 台湾での活動

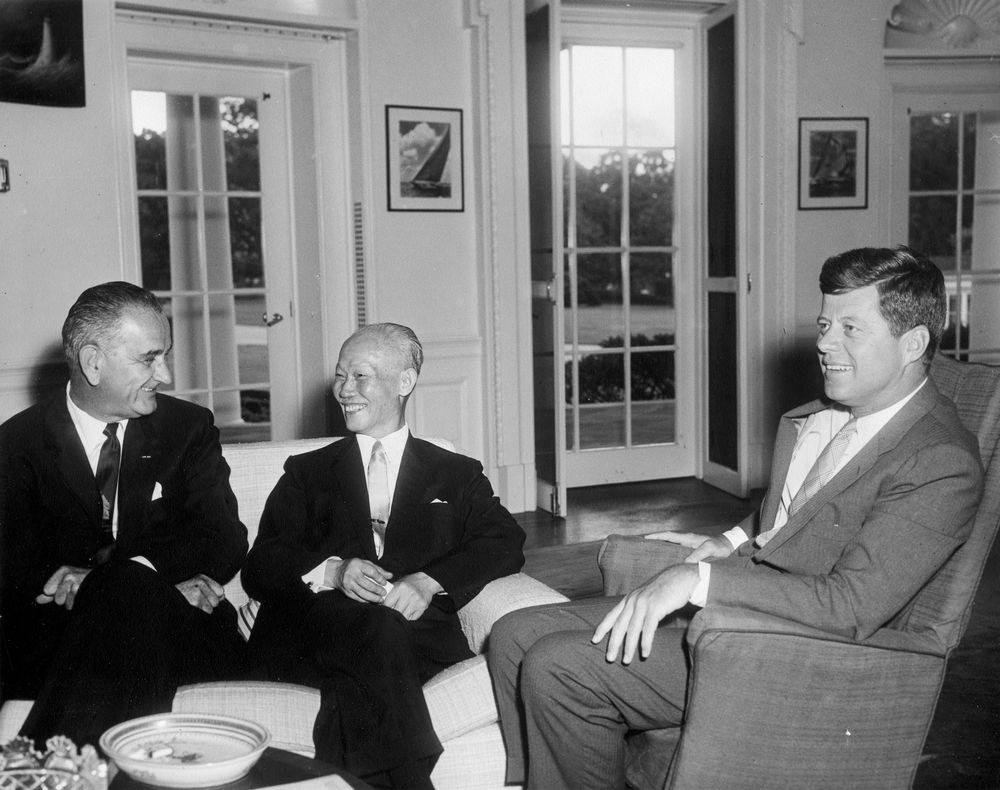
アメリカのケネディ・ジョンソン正副大統領と

1949年（民国38年）、日本より接収した台湾への戒厳令施行のため、蔣介石は陳誠を台湾省政府主席に任命した。陳誠は「人民至上、民生第一」を宣言。同年6月の貨幣改正、工商業の扶植、土地改革などを実施した。国民党政府が遷台した後は、国民党副総裁、中華民国副総統、及び行政院長などの要職を歴任し、土地開拓、経済改革および台湾再建に関する政策を実施した。
1965年（民国54年）に肝腫瘍のため死亡。遺灰は陳誠記念館のある台北記念公園に収められた後、1995年8月高雄県の佛光山に移された。

## 年譜

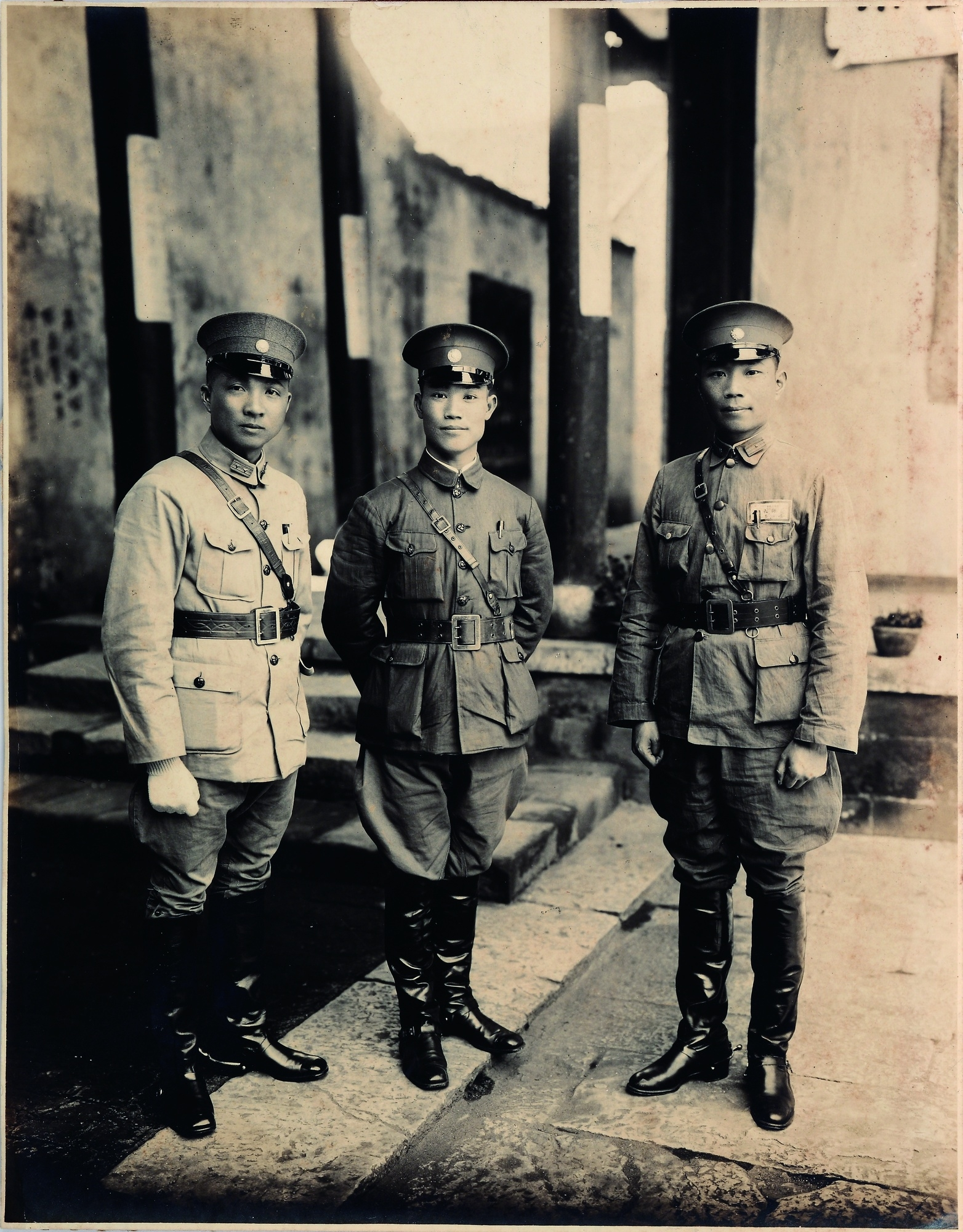
義兄弟の羅卓英（左）、周至柔（右）と（1930年）

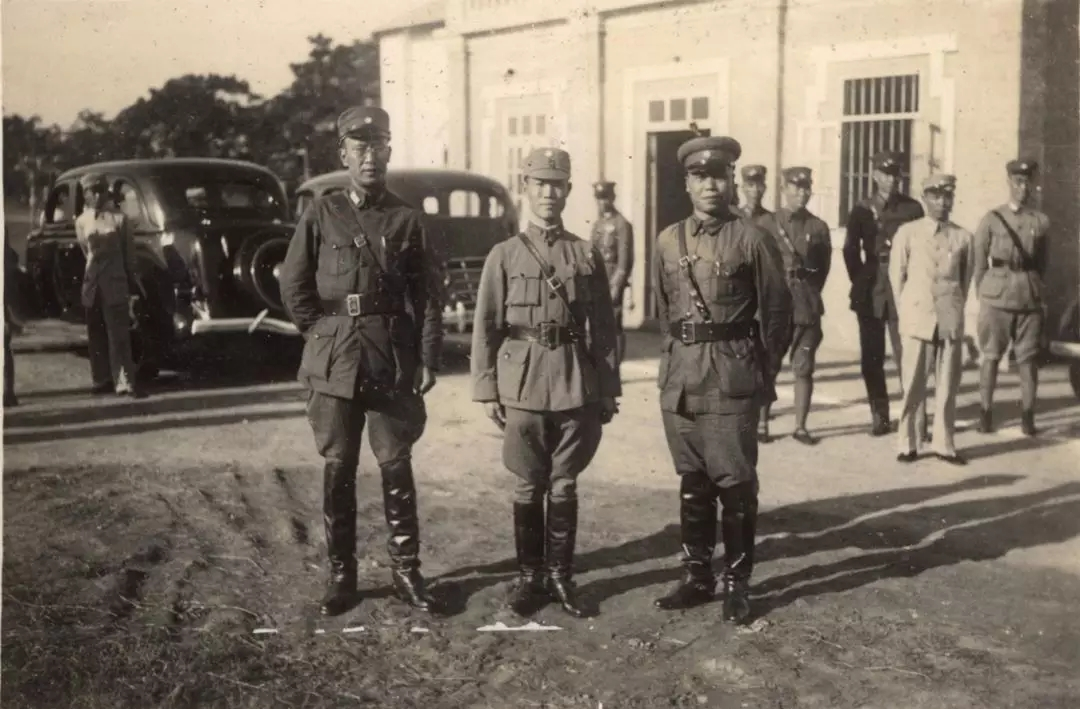
南寧にて白崇禧（左）、李宗仁（右）と（1936年10月10日）

- 1919年6月 - 入伍期間満了、保定軍官学校入学
- 1920年 - 新建粤軍第1師第3団にて勤務
- 1921年10月 - 復学
- 1922年6月 - 卒業、浙江軍第2師第6団第3連（駐屯地：紹興城県学宮）見習官、少尉
- 1923年
  - 3月 - 粤軍第1師第3団中尉副官、のち上尉連長
  - 5月 - 肇慶の戦いに参加、負傷
  - 9月 - 第3団第1営（長：厳立三）補充連（のち第4連）長、砲兵独立連長
- 1924年
  - 3月 - 上尉特別官佐、教育副官、校軍砲兵第1営（長：蔡忠笏）第1連連長
- 1925年
  - 2月3日 - 午前8時、黄埔軍校を出発、黄埔港より福安に乗船
  - 2月4日 - 東莞着、右翼軍に編入
  - 2月13日 - 淡水に展開
  - 2月14日 - 淡水の戦いに参加
  - 6月12日 - 砲兵営副営長兼第1砲兵連連長
  - 10月8日 - 恵州城の戦いに参加
  - 10月15日 - 砲兵第2営営長[14]
- 1926年
  - 5月 - 軍校砲兵科科長
  - 6月5日 - 中校、国民革命軍総司令部参謀
  - 7月31日 - 予備第1師（長：厳立三）第3補充団長
  - 11月 - 予備第1師第3補充団、第21師63団に改編
- 1927年
  - 2月下旬 - 第21師副師長
  - 4月8日 - 第21師師長
  - 9月 - 第3師師長
  - 10月 - 軍事委員会軍政庁副庁長兼軍政庁駐滬弁事処主任
  - 11月 - 兼上海兵工廠整理委員会委員（廠長：石瑛）
  - 12月 - 軍政庁庁長代理
- 1928年
  - 3月 - 兼教育処処長兼北伐軍砲兵集団指揮官
  - 7月4日 - 少将、第11師（長：曹万順）副師長
  - 12月18日 - 第11師特別党部監察委員[15]
- 1929年
  - 6月 - 第11師師長
- 1930年
  - 3月 - 蚌埠戒厳司令
  - 4月 - 討逆軍第二軍副軍長
  - 8月 - 第18軍軍長
- 1934年
  - 5月8日 - 廬山軍官訓練団主任（6月4日副団長）[16]
  - 10月29日 - 駐贛綏靖予備軍総指揮[17]
- 1935年
  - 3月1日 - 軍事委員会委員長武昌行営（主任：張学良）陸軍整理処処長
  - 4月4日 - 中将
  - 4月9日 - 廬山暑期訓練団準備主任
  - 5月23日 - 陸軍整理処軍官教育団団長[18]
  - 7月下旬 - 峨嵋訓練団教育長
  - 10月10日 - 宣昌行営参謀長[19]
- 1936年
  - 3月25日 - 第1路剿匪軍総指揮
  - 9月25日 - 広州行営参謀長
  - 9月26日 - 上将心得中将
  - 11月27日 - 武漢行営副主任兼参謀長
  - 12月2日 - 軍政部常務次長
  - 12月12日 -西安事件にて拘束される
- 1937年 - 軍政部政務次長兼武漢行営副主任
- 1938年
  - 1月12日 - 政治部部長、武漢衛戍総司令

## 栄典
- 国民革命軍誓師十周年紀念勲章 - 1936年7月9日[20]
- 一等雲麾勳章 - 1936年11月12日[21]
- 青天白日勲章 - 1943年鄂西會戰有功

## 家族
1918年に中学校の同級生・呉子漪の妹の呉舜蓮と結婚、杭州体育専門学校の学費を支えるなど当初の夫婦仲は悪くなかった。しかし軍務で疎遠となり離婚した。のち1932年元旦に譚延闓の娘の譚祥と再婚した。長男の陳履安も政治家となった。
一族は代々農家であった。
- 高祖父：陳生善
- 曽祖父：陳貴芬
- 祖父：陳錦雲
- 叔父：陳一鵬
- 父：陳希文 - 杭州初級師範学校卒業、青田県初級小学校長、1924年死去
- 母：洪氏、1953年8月台北市にて死去[23]
- 長弟：陳源（字：正修）
- 長弟：陳敏（字：強修）
- 妹：陳金花